# Carnaross
Carnaross ou Carnaros (en irlandais, Carn na Ros) est un village dans le comté de Meath, Irlande, à environ 4 km au nord-ouest de Kells sur la R147 entre Kells et Virginia.

## Toponymie
Carnaross est la forme anglaise de Carn na Ros, "cairn of the woods", « rocher dans les bois ».
Plus précisément, on pense que « carn » fait référence à un cairn local; un ancien lieu de sépulture païen ou un tas de pierres sur une tombe. Des preuves d'un tel site funéraire peuvent exister à proximité dans un champ. Connu sous le nom de Keim, le cimetière, ce site contient une pierre gravée ogham qui a été découverte en 2006,.
D'autres sources suggèrent que « carn » est dérivé de « carraig », l'irlandais pour pierre ou roche.
Par ailleurs, on pense que « ros » fait référence à une colline ou à un promontoire couvert d'arbres ou de broussailles.

## Histoire

### Paroisse
La paroisse de Carnaross est composée des trois paroisses historiques de Castle Kieran, Loughan et Dulane. Carnaross n'est pas mentionné comme une ville avant 1837, et même alors John O'Donovan dans l'Ordnance Survey Field Name Books, l'appelle "un groupe de maisons (dont deux publiques) appelé Carnaross".
Des documents mentionnent des puits sacrés dans la région, dont un dédié à Sainte Anne.

### Anciennes paroisses constitutives

#### Loghan
L'une des anciennes paroisses constitutives, Loghan ou Loughan, est décrite par Samuel Lewis dans son Topographical Dictionary of Ireland de 1837 comme étant, :
une paroisse, en partie dans la baronnie de Castlerahan, comté de Cavan, et province d'Ulster, mais principalement dans la baronnie d'Upper Kells, comté de Meath, et province de Leinster, à 4 miles (NW) de Kells, sur la route de Dublin par Kells à Enniskillen ; comprenant 3 795 habitants, dont 339 dans le village de Loghan.
Lewis note qu'il y avait alors une école privée (avec 60 élèves) à Carnaross et qu'il reste une petite église près de celle qui était dédiée à Saint Kieran.

#### Dulane
Lewis (1837) cite la paroisse de Duleen ou Dulane comme étant de la baronnie d'Upper Kells « sur la route de Moynalty ; se montant à 1 503 habitants». Il note que « la terre est généralement de bonne qualité, que le système agricole est amélioré avec « une quantité suffisante de tourbe pour le combustible » ». Une école privée de 50 enfants est mentionnée ainsi que des croix anciennes dans le cimetière local.
The Diocese of Meath : Ancient and Modern ("Le diocèse de Meath : ancien et moderne"), publié en 1862 par Anthony Cogan, décrit l'église de Dulane comme étant au moins en partie ruinée et ayant "toutes les apparences de l'antiquité ". La zone est mentionnée comme étant l'ancien site d'une abbaye de Tuilen, ou Tulan, fondée par Saint Ciarán au VIe siècle,,,.

#### Castlekeiran
Castlekeiran est également décrit dans The Diocese of Meath : Ancient and modern (Cogan, 1862) :
« Castlekeiran, un village, dans la paroisse de Loghan, baronnie d'Upper Kells, comté de Meath et province de Leinster, à 2 milles et demi (W. N. W.) de Kells ; contenant 24 maisons et 162 habitants.
 Castlekeiran est parfois appelé hter-Chiarain. Cet endroit s'appelait autrefois Bealaigh-duin, "la route ou col du fort". Un monastère y a été fondé sur la rive sud de l'Abhainn-Sele, ou Blackwater, par Saint Ciarán, qui s'appelait Diseart Chiarain-Bealaigh-duin.

### La pierre Ogham
Une pierre Ogham, trouvée dans le cimetière de Keim est gravée de l'inscription "COVAGNI MAQI MUCOI LUGUNI". Cela se traduit de l'ogham par : « Cuana fils du peuple de Lugh ». Les tribus des Gaileanga et Luighne occupaient ces territoires autrefois, avec Cuana, Maelan, Mac Maelan et Leochain ou Loughan cités comme des noms principalement parmi les écrits de ces Luighne et Gaileanga. Cuana est liée à l'ancienne bataille de Belach-Duinn (Castlekeiran).

## Architecture

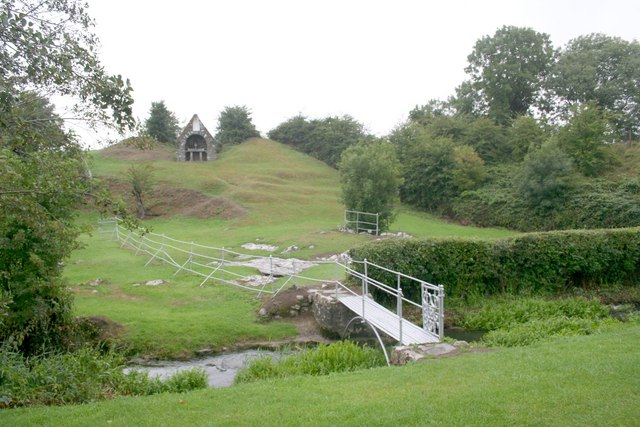
St Ciaran, le puits.